# SLOB
SLOB（简单块列表）分配器是Linux内核中的三种内存分配器之一。另外两个是Slab分配器和SLUB。SLOB 分配器被设计为使用很少的内存来实现和管理，用于小型系统（例如嵌入式系统）。但是，SLOB分配器的主要限制在于其易产生外部碎片。
SLOB目前使用首次拟合算法，即使用第一个可用空间作为内存。Linus Torvalds曾在2008年于Linux邮件列表提出建议，使用最优拟合算法，即寻找最合适的可用空间。最优拟合算法查找最小的适合所需大小的可用空间，以避免因内存碎片和合并而造成性能损失。
默认情况下，Linux内核在2.6.23前使用SLAB分配器，此后SLUB分配器成为默认分配器。当CONFIG_SLAB选项被禁用时，内核将使用SLOB分配器。SLOB分配器被Nintendo DS上的DSLinux使用。